# Macroglossus minimus
Macroglossus minimus är en däggdjursart som först beskrevs av E. Geoffroy 1810. Den ingår i släktet Macroglossus och familjen flyghundar. IUCN kategoriserar arten globalt som livskraftig.

## Underarter
Catalogue of Life samt Wilson & Reeder (2005) skiljer mellan fyra underarter:
- Macroglossus minimus minimus (E. Geoffroy, 1810)
- Macroglossus minimus booensis Kompanje and Moeliker, 2001
- Macroglossus minimus lagochilus Matschie, 1899
- Macroglossus minimus nanus Matschie, 1899

## Beskrivning
Macroglossus minimus har lång, brunaktig päls på ryggen som övergår till blekgrå på undersidan. Vingarna är blekbruna. Huvudet har en lång, smal nos med liten underkäke och en mycket lång tunga. Ögonen är stora. Arten är med en kroppslängd av 6 till 8,5 cm, en svanslängd på högst 4 mm (svansen kan saknas helt), vikt av 11 till 19 g och en underarmlängd av 38 till 42 mm en av de minsta arterna i sin familj.

## Utbredning
Denna flyghund förekommer från södra Thailand över Filippinerna, Sumatra och Nya Guinea till norra Australien och Salomonöarna.

## Ekologi
Habitaten utgörs av urskogar, kulturskogar, Melaleuca-träd, mangroveträsk, sumpskogar, plantager, trädgårdar och stadsplanerade områden. Den kan förekomma från kustområden till bergsskogar på 1 500 m höjd. I Filippinerna förekommer arten i en stor mängd olika habitat från havsytans nivå till 2 250 meter över havet.
Arten är främst aktiv i skymningen, men individerna kan påträffas under hela dygnet. De vilar ensamma eller i små grupper under stora blad, trädgrenar, bland lösa delar av bark, i bambusnår eller i övergivna byggnader.
Födan består främst av pollen och nektar, som individerna hämtar med sin långa tunga från i första hand växter som banan, kokospalm, mangrove, eugeniamyrtensläktet, odlad agave och Syzygium. De kan också äta frukter, av vilka de endast tillgodogör sig saften, samt durianblommor. Arten är en viktig pollinatör.
Honorna får normalt en unge omkring två gånger per år, efter en dräktighet på 115 till 125 dagar. Ungen dias i 60 till 70 dagar. Enligt vissa auktoriteter sker födslarna i samband med de två regntiderna, april till maj och oktober till december.